# Hieracium hemidiaphanum
Hieracium hemidiaphanum là một loài thực vật có hoa trong họ Cúc. Loài này được (Dahlst.) Dahlst. ex Brenner mô tả khoa học đầu tiên năm 1895.